# 東鄧迪 (英國國會選區)
東鄧迪（英語：Dundee East），英國國會一自治市選區，位於蘇格蘭鄧迪東部。選區創設於1950年，2005年加上市外屬於安格斯的地區。
本選區當區議員多屬工黨，蘇格蘭民族黨緊隨其後。2005年以後當區議員為蘇格蘭民族黨的斯圖爾特·何西。2010年大選中他以37.8%選票當選連任。